# Quốc kỳ Đại Colombia
Quốc kỳ Đại Colombia được dựa trên cờ tam tài của Francisco de Miranda, mà phục vụ như là lá cờ quốc gia của Đệ Nhất Cộng hòa Venezuela. Thiết kế chung của cờ Đại Colombia sau này được dùng làm mẫu cho các cờ hiện tại của Colombia, Ecuador và Venezuela, nổi lên như các quốc gia độc lập khi rời khỏi Đại Colombia vào năm 1831.

## Lá cờ đầu tiên

Lá cờ đầu tiên của Đại Colombia, 1819-1820. Tỷ lệ của các dải 3:2:1

Lá cờ đầu tiên được thông qua vào cuối năm 1819. Nguyên sử dụng mà không tay, mô hình cờ tiểu bang đầu tiên dựa trên lá cờ của Venezuela của 1811. Một số biến thể có huy hiệu ở trung tâm của lá cờ. Cờ này đã chính thức được sử dụng cho đến ngày 10 tháng 1 năm 1820.

## Lá cờ thứ hai

Lá cờ thứ hai của Đại Colombia 1820-1821. Tỷ lệ của các dải 3:2:1

Vào ngày 10 tháng 1 năm 1820, Cundinamarca, một trong ba bộ chính thức của nước cộng hòa, đã sử dụng vũ khí của riêng mình, tuyên bố rằng vũ khí của nước cộng hòa chỉ được sử dụng ở Venezuela. Các 12 tháng của năm 1821, Đại hội quyết định rằng các vũ khí của Cudinamarca phải được sử dụng trong cờ chung như một phần của quốc gia áo của cánh tay, cho đến khi vũ khí mới đã được ban hành. Sau đó, cờ của Cundinamarca đã được chuyển đổi thành quốc kỳ Đại Colombia, và được sử dụng chính thức trong bộ của Venezuela. Một số biến thể trình bày áo khoác đến trung tâm của vải. Nó sẽ là quốc kỳ cho đến cuối năm 1821.

## Lá cờ thứ ba

Lá cờ thứ ba của Đại Colombia 1821-1822. Tỷ lệ của các dải 1:1:1

Một lá cờ thứ ba được thông qua vào cuối năm 1821, với một huy hiệu đặc biệt. Một số biến thể có chữ viết "Republica de Colombia" xung quanh huy hiệu, và một số khác, huy hiệu hoàn toàn bao trùm.

## Lá cờ thứ tư

Lá cờ thứ tư của Đại Colombia 1822-1830. Tỷ lệ của các dải 1:1:1

Ngày 11 tháng của năm 1822, Guayaquil được thành lập và Đại Colombia đạt mức độ tối đa của nó. Quốc huy đã được thông qua, và huy hiệu, được gỡ bỏ khỏi cờ và được thay thế bằng các ngôi sao. Nó có ba ngôi sao nhưng được tăng lên sáu, rồi chín, và cuối cùng là mười hai. Tuy nhiên, một số biến thể không có ngôi sao. Màu của dải màu xanh cũng đã được thay đổi thành màu xanh đậm có thể nhìn thấy trên cờ của những người kế vị. Lá cờ này được dùng làm quốc kỳ cho đến khi giải thể đất nước vào năm 1830.

## Các quốc gia sau này

Colombia
Ecuador
Venezuela

Quốc kỳ Colombia cũng tương tự như cờ Đại Colombia đầu tiên, nếu không có sự huy. Quốc kỳ Ecuador tương tự như cờ Colombia, chỉ có màu xanh nhạt hơn và một huy hiệu ở giữa. Quốc kỳ Venezuela giống với quốc kỳ Ecuador và Colombia, nhưng tương đương với băng ba màu và 8 ngôi sao tạo thành một vòm.